# Daysormay
Daysormay (stylisé en minuscules) est un groupe de rock alternatif canadien basé à Vancouver, en Colombie-Britannique. Il a été formé dans les années 2010 par Aidan Andrews, les jumeaux Nolan et Carson Bassett, Eli Garlick et Craig Matterson. Ces deux derniers ont quitté le groupe en 2019. Le groupe est surtout connu pour ses collaborations avec la chanteuse américaine Tessa Violet et pour avoir assuré les premières parties de tournées pour différents artistes tels que Cold War Kids, Tessa Violet, Peach Pit, Walk off the Earth et Arkells. En 2014, ils ont sorti de manière indépendante un album intitulé Lee, suivi plus tard d'un EP intitulé Talk Peace To A Wolf (2016), avant de signer avec le label The Artist Group (T∆G Music). Le 6 octobre 2021, ils ont sorti leur premier album sous ce label, intitulé Just Existing.

## Historique

### 2010 - 2014: Formation du groupe et premier album
Aidan Andrews et les frères Bassett se sont rencontrés à l'âge d'environ neuf ans lors d'un voyage au ski. Leurs parents étaient des amis communs, ce qui a naturellement conduit à une amitié entre les enfants. À cette époque, tous étaient déjà en train d'apprendre à jouer plusieurs instruments de musique, et ils ont commencé à jouer des reprises de chansons. Vers l'âge de 10 à 11 ans, la première version du groupe a été créée.

### 2015 - 2018:Talk Peace to a Wolf
Radikal est le premier single de leur EP, Talk Peace to a Wolf, sorti le 3 mai 2016. Au cours du même mois, le groupe a été récompensé par Telus Storyhive, qui leur a accordé 10 000 $ pour la réalisation d'un clip pour leur album. Joseph Pinheiro a déclaré que l'argent serait utilisé pour réaliser le clip du single Human. En décembre 2023, le clip de Human n'a pas été publié sur YouTube, et on ne sait toujours pas s'il a été réalisé.

### 2018 - 2020: Tournées
Role Model est le premier single de leur nouveau projet et il a été publié le 16 novembre 2018. En février 2019, le groupe a sorti une reprise de la chanson de Screamin' Jay Hawkins, I Put a Spell on You, en collaboration avec un autre groupe de musique canadien, Small Town Artillery.
En février 2019, Tessa Violet était en tournée avec le groupe de musique COIN. Elle avait l'opportunité d'avoir deux concerts en tête d'affiche et avait besoin d'un groupe pour assurer sa première partie à Chicago et Portland. Elle a demandé des suggestions à ses fans, et l'une de ces suggestions était daysormay. C'était sa suggestion préférée, et elle a admis avoir adoré Role Model. Malheureusement, ils étaient trop éloignés de Portland pour pouvoir faire la première partie. Cependant, Tessa Violet a retenu leur nom, et après des discussions avec son manager, daysormay a rejoint le tiers de la tournée 'I Like (The Idea Of) Tour' de Tessa Violet en août 2019,.

### 2020 - Aujourd'hui
Pendant la tournée, le groupe a proposé à Tessa Violet de créer une version de Role Model avec elle, ce qu'elle a accepté. Durant la pandémie de COVID-19, Tessa Violet est devenue agent pour le label TAG et les a signés. Role Model ft. Tessa Violet est sorti le 27 mai 2020.
Grâce à une nouvelle vague de popularité résultant de leurs collaborations avec Tessa Violet, daysormay a sorti leur deuxième single de 2020, Running, le 14 août. Un clip a été publié 6 jours plus tard, le 20 août,.
Running a été suivi de la dernière sortie du groupe en 2020, Holding my Tongue. Dans une interview, Aidan a révélé que la chanson, publiée pour soutenir les manifestations du mouvement Black Lives Matter à la suite du meurtre de George Floyd, était en réalité en préparation depuis six ans. Aidan Andrews aurait commencé à écrire la chanson en 2014, après avoir regardé une vidéo du meurtre d'Eric Garner.
Le 5 février 2021, daysormay a sorti le single Everything is Changing, accompagné d'un clip tourné à Vernon, la ville natale du groupe. Le 29 avril 2021, le clip de la chanson The Trend fut uploadée sur leur chaîne Youtube.
Le 26 mai 2021, daysormay a publié Ego. Selon Andrews, cette chanson a débuté comme un exercice d'écriture où il explorait la possibilité d'écrire du point de vue de plusieurs personnages, cherchant à se détacher autant que possible de son propre point de vue.
En mai 2021, le groupe a révélé qu'au lieu de sortir un EP, comme évoqué dans plusieurs interviews en 2020, ils présenteraient leur premier album sous le label, intitulé Just Existing, le 6 octobre 2021. L'annonce a confirmé la présence des morceaux Running, Holding My Tongue, Everything is Changing, The Trend et Ego sur l'album. Il a été ultérieurement confirmé que Role Model ft. Tessa Violet figurerait également sur l'album.
Le dernier single pour promouvoir l'album était la chanson éponyme, Just Existing, le 3 août 2021.
Just Existing est sorti le 6 octobre et comprend les nouveaux morceaux 25, Satellite et Thank you and good night,.

## Membres

### Membres actuels
- Aidan Andrews — chant, guitare, claviers, ukulélé[17]

- Caron Bassett — batterie, percussions
- Nolan Bassett — basse, chœur, trompette

### Anciens membres
- Eli Garlick — guitare, violon, chœur (2014-2019)
- Craig Matterson — piano, chœur (2014-2019)

## Discographie

### Albums
| Titre         | Détails                                                                          |
| ------------- | -------------------------------------------------------------------------------- |
| Just Existing | Sortie: 6 octobre 2021 Label: The Artist Group Format: téléchargement, streaming |

### EP
| Titre                | Détails                                                      |
| -------------------- | ------------------------------------------------------------ |
| Talk Peace to a Wolf | Sortie: 3 mai 2016 Label: Indépendant Format: téléchargement |

### Singles

#### En tant qu'artistes principaux
| Titre                  | Année |
| ---------------------- | ----- |
| Radikal                | 2015  |
| Role Model             | 2018  |
| Running                | 2020  |
| Holding My Tongue      | 2020  |
| Everything Is Changing | 2021  |
| The Trend              | 2021  |
| Ego                    | 2021  |

#### En tant qu'artistes secondaires
| Titre                                                     | Année |
| --------------------------------------------------------- | ----- |
| I Put a Spell on You (Small Town Artillery ft. daysormay) | 2019  |

### Clips
| Titre                       | Année | Réalisateur                                |
| --------------------------- | ----- | ------------------------------------------ |
| Radikal                     | 2016  | Inconnu                                    |
| Darkerside                  | 2016  | Inconnu                                    |
| Desolation Sound            | 2018  | febnuki                                    |
| Role Model                  | 2018  | febnuki                                    |
| Role Model ft. Tessa Violet | 2020  | Christian Lai                              |
| Running                     | 2020  | Torin Andrews                              |
| Holding My Tongue           | 2020  | febnuki                                    |
| Everything Is Changing      | 2021  | Christian Lai et Titouan Fournier          |
| The Trend                   | 2021  | febnuki                                    |
| Ego                         | 2021  | febnuki, Christian Lai et Titouan Fournier |
| Just Existing               | 2021  | Titouan Fournier                           |
| 25                          | 2021  | daysormay                                  |